# Nanotechnológia a textiliparban
A nanotechnológia alkalmazása a textiliparban az egyik legfontosabb fejlesztési irány ebben az iparágban. Ez elsősorban a szálgyártás, a kikészítés és a bevonatkészítés területén figyelhető meg. Sokat ígérők azok a kutatások, amelyek arra irányulnak, hogy a nanotechnológia alkalmazásával a textilanyag tulajdonságait javítsák vagy újszerű tulajdonságokkal ruházzák fel azt. E téren már számos fontos gyakorlati eredmény is született. Egy statisztikai adat szerint 2003-ban a világon az államilag finanszírozott kutatásokba összesen mintegy 3 milliárd dollárt fektettek be és ehhez járultak a privát cégek saját kutatásai, amelyeket szintén nagy anyagi ráfordításokkal folytatnak.
A nanotechnológia az 1–100 nanométeres mérettartományba eső anyagok megismerésének és alkalmazásának tudománya, ahol egyedülálló jelenségek új alkalmazási lehetőségeket nyújtanak. A nanométer (rövidítve: nm) a méter ezermilliomod, a milliméter milliomod, a mikrométer (μm, röviden: mikron) ezred részét jelenti. A nanotechnológia tehát a 0,001–0,1 μm nagyságrendű méretekkel dolgozik. Összehasonlításul: az emberi hajszál vastagsága mintegy 80 μm (0,08 mm) nagyságrendű, azaz 200-szor vastagabb, mint egy átlagos nanoszál.

## Fogalom meghatározás
A nanotechnológia fogalmát először Norio Taniguchi, a Tokiói Egyetem tanára definiálta 1974-ben tartott előadásában, amely szerint „a nanotechnológia főként egyetlen atomnyi vagy molekulányi anyagok feldolgozásával, szétválasztásával, megszilárdulásával és alakváltozásával foglalkozik.” Az azóta eltelt időben ez a meghatározás annyiban változott, hogy magában foglalja a 100 nm méretű anyagokat is. Egy másik megfogalmazás szerint „a nanotechnológiák olyan eljárások, amelyek termékeinek jellemző méretei 100 nanométernél kisebbek. A tudományos élet kitüntetett érdeklődését a nanoanyagok iránt az okozza, hogy a 100 nanométer alatti méretek skáláján az anyagok tömbi jellemzői megváltoznak és újszerű, korábban nem ismert tulajdonságok (szilárdsági, mágneses stb. jellemzők) léphetnek fel.” A nanotechnológia gyakorlati megvalósításának alapjait azután Richard Feynman rakta le, aki 1959-ben publikálta első eredményeit.
A nanoanyagok és eljárások a gyakorlat számára a legegyszerűbben így jellemezhetők:
- olyan termékek, amelyek funkcionális összetevőjének mérete legalább az egyik irányban 100 nm alatt van, és legjellemzőbb tulajdonságaik épp ezen a körülményen alapulnak;
- olyan analitikai vagy megmunkáló berendezések, amelyek alkalmasak anyagok 100 nm-t meg nem haladó pontossággal történő előállítására, mozgásuk megfigyelésére és mérésére.

## Nano-szálasanyagok

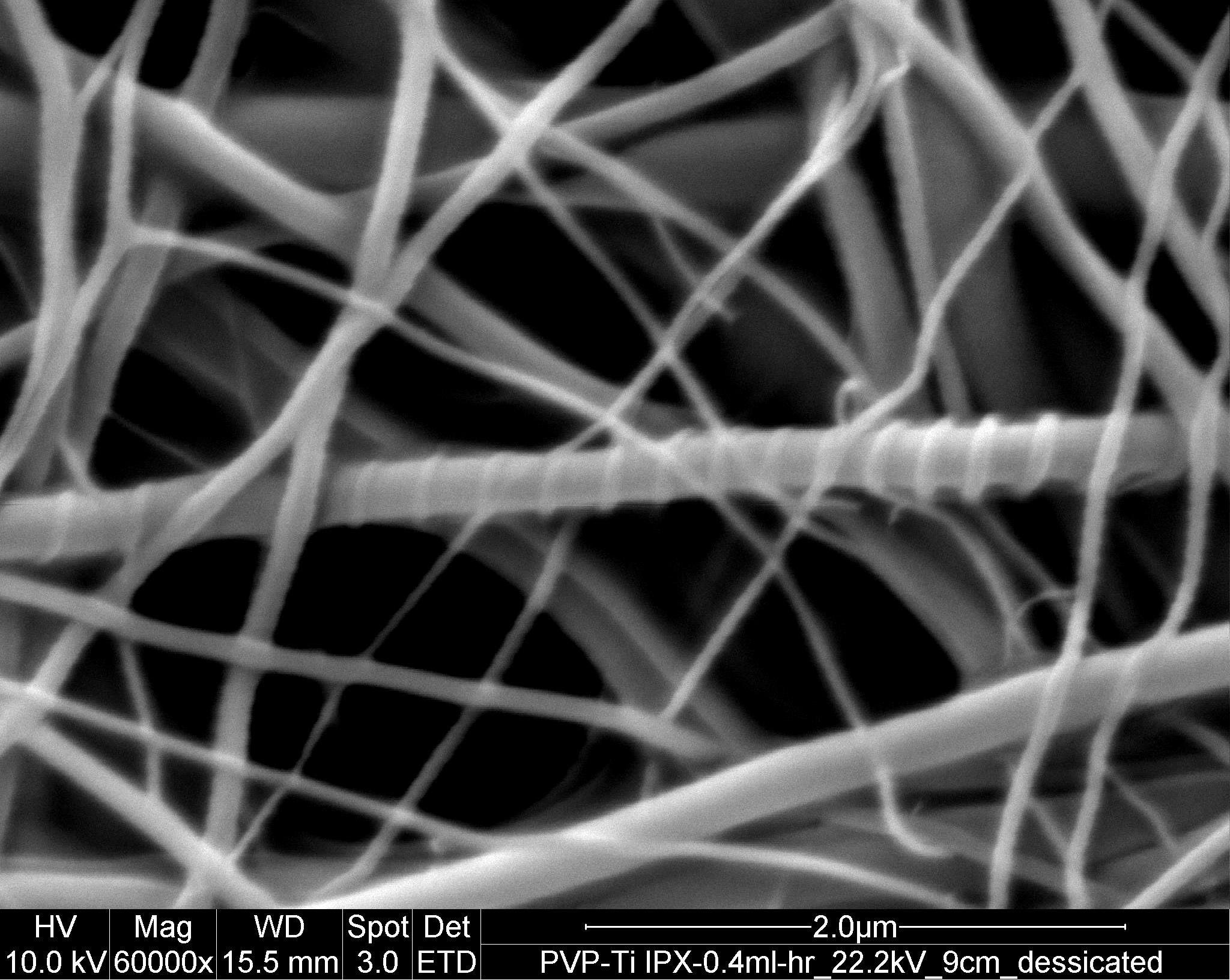
Spirális titán-dioxid nanoszál

A nanoszálak meghatározását egy nemzetközi szabvány (ISO/TS 27687:2008) a következőképpen fogalmazza meg:
„Olyan nanoanyagú képződmény, amelynek két kiterjedése a nanométeres tartományba esik, a harmadik kiterjedése ezeknél jóval nagyobb. A nanoszál lehet hajlékony vagy merev. Két hasonló mérettartományú mérete legfeljebb 1:3 arányban térhet egymástól és a harmadik irányú méretnek, amelynek nem is kell a nano mérettartományba esnie, ezeknél legalább 3-szor nagyobbnak kell lennie.” A textiliparban „nanoszálaknak” nevezik az olyan szálakat is, amelyek átlagos átmérője nem nagyobb 0,5 μm-nél és hosszúságuk legalább 100-szorosa az átlagos átmérőnek.
Amikor a szálasanyag polimerjének átmérője a mikrométeres nagyságrendről a nanométeres nagyságrendre zsugorodik, számos jellemzője megváltozik. Ezek közül kettőnek van igen nagy jelentősége: az egyik az, hogy felülete nagymértékben megnő a térfogatához képest, a másik pedig az, hogy merevsége és szakító szilárdsága nagyobb lesz, mint bármelyik másik ismert szálé.
A nanométer nagyságrendű vastagsági méretű, szintetikus polimerekből készült szálasanyagok (nanoszálak) előállítására többnyire az elektromos szálképzést használják, amelynek során a folyékony (olvadt vagy oldott) polimert elektromossággal töltik fel. Amikor a töltés nagysága elég nagy, egy 0,1–1 mm átmérőjű, földelt tűt közelítenek a felületéhez, amelyre egy folyadékáram indul meg a folyékony polimerből. A töltéssel bíró folyadékáram instabil ostorozó mozgást végez, aminek következtében a sugár meghosszabbodik és elvékonyodik, miközben megszilárdul (lehűl, illetve elpárolog belőle az oldószer). Vastagsága a 3 nm és 1 μm közötti tartományban áll be. Elvileg folytonos nanoszál (filament) is készíthető így, ha a polimerfolyadék-sugár nem szakad meg. Ez idő szerint elektromos szálképzéssel mintegy 350–500 mm hosszú nanoszálakat tudtak előállítani. A nanoszálak szakítószilárdsága (a finomságukhoz viszonyított szakítóereje) nagyobb, mint a mikroszálaké s ez fokozza a jelentőségüket.
Egy másik gyártási eljárás a bikomponens szálasanyagok, azon belül is a „szigetek a tengerben” elvén alapul, ahol az 1,1–3,3 dtex finomságú bikomponens szálakba 240–1120 „sziget-szálat” ágyaznak be valamilyen oldható polimerbe (poliamid, polisztirol, poliakrilnitril, polikarbonát, polietilén stb.). Az ilyen bikomponens szál anyagában a „szigetek” 80, a „tenger” 20%-ot képviselnek.
Cellulózból (azaz természetes polimerből) is előállítható nanoszál. Erre példa a lyocell szál, amelynek fibrillái a nano-mérettartományba esnek és ezért a szál fibrillákra bontásával nanoszálak nyerhetők.
A nanoszálakat ez idő szerint főként nemszőtt kelmék készítésére használják, ahol a szálak elhelyezkedése véletlenszerű. Felhasználási területük igen széles, ami a szálak kis fajlagos sűrűségének, nagy fajlagos felületének, a belőlük készült nemszőtt kelme nagy porozitásának és ezzel összefüggésben jó légáteresztő képességének, kiváló mechanikai tulajdonságainak köszönhető. Az ilyen anyagból készült termékek között megtalálunk levegő- és folyadékszűrőket, hangszigetelő rétegeket, védőruhákban alkalmazott, a lélegzőképességet és egyben vízhatlanságot biztosító védőruha-rétegeket, elemekben használt szigetelő membránokat, biopolimerből készült sebkötöző anyagokat, testszövetek felépítésére szolgáló hordozórétegeket, gyógyszereket a szervezetbe bejuttatni képes anyagokat is.

## Nanoméretű töltőanyagok a textilszálakban
Nanoméretű részecskéket (pl. fémoxidokat, agyagot, kormot) azért helyeznek el textilipari szálasanyagok nyersanyagaiban (poliamid, poliészter, polipropropilén, polivinilalkohol stb., sőt újabban cellulóz polimerjeiben is), hogy tartós mikrobaellenes hatást, nagyobb elektromos vezető és hővezető képességet, antisztatikus tulajdonságot, nagyobb mechanikai szilárdságot adjanak a szálaknak, sőt esetleg olyan járulékos fizikai és kémiai tulajdonságokat is adhatnak a szálaknak, amelyek az ilyen töltőanyaggal nem rendelkező szálakban nincsenek meg.
A nanoméretű töltőanyag-részecskék méretükhöz képest nagy felületűek, ennek folytán igen jól tudnak kölcsönhatásba lépni a polimer szerkezettel. Kis méretük következtében befolyásolni tudják a polimerlánc mozgását és így csökkenthetik annak mozgékonyságát. Egyenletesen oszlanak el a polimer anyagban, ezért terhet viselhetnek és javíthatják az anyag szívósságát és kopásállóságát. Tehermentesíthetik a polimer molekulaszerkezetét és ezzel fokozhatják a szál szilárdságát. Eloszlásuk a polimer szerkezeten belül alapvető fontosságú a szál minősége szempontjából. Habár az olyan töltőanyagok, mint pl. az agyag, a fémoxidok vagy a korom, mikrométer nagyságrendben már korábban is használatban voltak a szálgyártásban, de nanométer nagyságrendben ezek még nagyobb teljesítményre képesek és új lehetőségeket teremtenek.
A szén nanoszálak (300–500 szénatomból alkotott molekulaláncok) és a korom nanorészecskék a legelterjedtebben használt nanoméretű töltőanyagok közé tartoznak. A szén nanoszálak méretarányaik révén hatékonyan javítják a textilszálak szakítószilárdságát, a korom nanorészecskék pedig azok szívósságát és kopásállóságát. Mindkettőnek nagy a vegyszerállósága és az elektromos vezetőképessége. Egyes szálképző polimerek, mint pl. a poliészter, a poliamid és a polietilén 5–20%-ban tartalmazhatnak ilyen anyagokat.
A szén nanocsövek a ma létező legígéretesebb építőelemek közé tartoznak. Ezek parányi, henger alakúvá hajlított grafitlemezkék. Nagyobb szilárdságuk és nagy elektromos vezetőképességük jóval meghaladja a szén nanoszálakét. Szakítószilárdságuk 15-szöröse az acélénak, súlyuk ugyanakkor csak egy hatoda annak, hővezető képességük jobb, mint a legtisztább gyémánté, elektromos vezetőképességük a rézéhez hasonló, de sokkal nagyobb áramerősséget tudnak átvinni. A lehetséges alkalmazások között számításba jönnek a nagyszilárdságú, elektromosan vezetőképes textilszálak, az energiatároló és energiaátalakító berendezések és az emissziós képernyők. Az egyik legsikeresebb példa a szén nanocsövekkel készült szálakra a többfalú nanocsöveket tartalmazó polivinilalkohol szál, amelynek átmérője a mikrométeres tartományban van és amit koagulátum alapú fonási eljárással készítenek. Ez a szál kétszer merevebb és erősebb, és hússzor szívósabb, mint egy ugyanolyan súlyú és hosszúságú acélhuzal, szívóssága négyszerese a pókselyemének és tizenhétszer akkora, mint a golyóálló mellényekben használt aramidszálaké. Ez a szál tehát alkalmazásra találhat a biztonsági hevederek, a robbanás ellen védő takarók és az elektromágneses árnyékoló szerkezetek gyártásában.

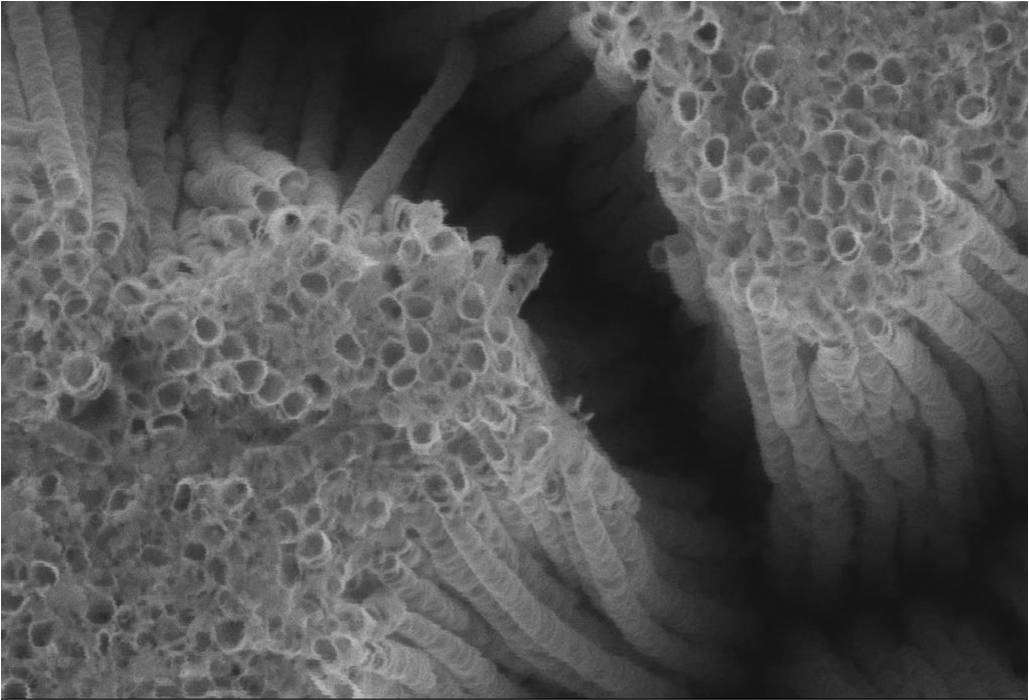
Titán-dioxid nanocsövek. Vastagságuk egy hajszálénak 10 000-ed része

Az agyag nanorészecskék vagy nanolemezkék anyaga néhány fajta víztartalmú alumíniumszilikát, amelyek kémiai összetételükben és kristályszerkezetükben különböznek egymástól. Mindegyik hő- és vegyszerálló, elektromosan szigetelő és megakadályozzák az ibolyántúli sugarak áthatolását. Ezért az ilyen részecskékkel erősített szálak lángállók és ellenállnak a korróziónak és az ibolyántúli sugárzásnak. Így például a montmorillonit-agyag nanorészecskéket – amely egyike a legelterjedtebben használt agyagtípusoknak – UV-blokkolóként használják poliamid kompozitszálakban. Az agyag 5%-nyi mennyisége 40%-kal növeli a szakítószilárdságot, 68%-kal növeli a szilárdsági modulust, 60%-kal javítja a hajlítószilárdságot és 126%-kal a hajlítási modulust. A hőállóságra jellemző ún. hőtorzulási hőmérséklet 65 °C-ról 152 °C-ra emelkedik. A nanoméretű lemezkék akadályt képeznek a víz, a vegyszerek és más káros anyagok behatolása előtt.
Az agyag nanorészecskék egy másik funkciója az, hogy a polipropilén szálakat színezhetővé tegyék. Ezekben a szálakban tömör szerkezetűek és nincsenek olyan helyek, ahova a színezék kapcsolódhat, és a nanorészecskék feladata éppen ilyen helyek létrehozása. Ennek eredményképpen az 5% agyag nanorészecskéket tartalmazó polipropilén savas és diszperziós színezékekkel színezhetővé válik.
A titán, alumínium, cink és magnézium alapú fémoxid csoportok fotokatalitikus képességgel, elektromos vezetőképességgel, az ibolyántúli sugarakat elnyelő képességgel és a kémiai és biológiai anyagokkal szemben fotooxidációs képességgel rendelkeznek. Az ezekből a fémoxidokból álló nanorészecskék kutatásának középpontjában a baktériumellenes, az öntisztuló és az ibolyántúli sugárzás ellen védő funkciók állnak, amit mind katonai, mind polgári célokra fel lehet használni. A cinkoxid nanorészecskékkel telített poliamid szál ibolyántúli sugarak elleni árnyékoló szerkezetekhez használható, és csökkenti az elektrosztatikus felöltődést. A titándioxid-mangánoxid nanorészecskékkel készült szál önsterilizáló hatású.

## Nanotechnológia a textilkikészítésben
A nanotechnológia nemcsak a különböző szálasanyagok készítésére van hatással, hanem a kikészítési eljárásokra is. Térhódítása a textilkikészítésben már eddig is újfajta eljárásokhoz és új alkalmazásokhoz vezetett. A kikészítőszerekben lévő egyes molekulák vagy nanorészecskék termodinamikai, elektrosztatikai vagy más módszerekkel ideális esetben egyedileg helyezhetők el bizonyos helyekre a textilanyagon, meghatározott irányítottsággal.
Az egyik irányzat a kémiai kikészítési folyamat lefolytatásában a nanoméretű emulgálásra való törekvés, aminek révén a textilanyagoknak tökéletesebb, egyenletesebb és pontosabb kikészítést lehet adni. A kikészítőszerek nano-kolloidoldattá alakítva vagy nanokapszulákba csomagolva nanomicellákká emulgálhatók, amivel azután a kikészítőszert egyenletesebben lehet szétosztani a textilanyagon. Ezek a fejlett eljárások a szennytaszító, a nedvtaszító, az antisztatizáló, a gyűrődésfeloldó és a zsugorodásmentesítő kikészítésben alkalmazhatók.
A nanotechnológia alkalmazásával javítani lehet a textíliák fogását, tartósságát, lélegzőképességét, vízlepergető képességét, lángállóságát, mikrobákkal szembeni ellenállását, az ibolyántúli sugárzás elleni védő hatását stb. A nanotechnológia alkalmazásának célja lehet halmazállapot-váltó anyagok beépítésével a hőszabályozás megoldása, vagy az elektrosztatikus felöltődés csökkentése.
A nanotechnológiával készített anyagok felvihetők a szálgyártásban vagy a kelme kikészítési folyamatában (a mosás vagy a színezés során) is. Az utóbbi esetben például az ezüst tartalmú szerek tartósan megkötnek a pamuton, gyapjún, viszkóz-, poliamid- vagy akrilszálakon is. Készülnek olyan termékek is, amelyek segítségével a poliészter- vagy poliamidfonalak ill. -kelmék mikrobaellenes vagy nedvességszabályozó tulajdonságai javíthatók és akár 50–75 mosást is kibírnak.
Komoly eredmények születtek például olyan, a nanotechnológia alkalmazásával előállított kikészítőipari segédanyagok terén, amelyek mikrobaellenes tulajdonságokat adnak a textíliáknak. Ezekben nanométer méretű ezüstrészecskék vannak, amelyeket már a szálképzésnél lehet hozzáadni a szálak anyagához, mégpedig olyan finom és egyenletes eloszlásban, hogy a szál egyéb tulajdonságait gyakorlatilag nem befolyásolják.
Az amerikai Cornell Egyetemen kísérletképpen pamutszöveteket először 10–20 nm méretű ezüst nanorészecskékkel telítették és pozitív elektrosztatikus töltéssel látták el, majd ezt a szövetet negatív töltésű ezüstrészecskéket tartalmazó fürdőbe helyezték. A két ellentétes töltésű ezüstrészecskék vonzása miatt ezek szilárdan megkötöttek a textílián, amely ezentúl minden olyan előnyös tulajdonsággal rendelkezik, ami az ezüst bevonattól várható: antibakteriális hatású és emellett – az apró ezüstszemcséknek a felületen történt elhelyezkedése miatt – szennytaszító is (lótuszlevél hatás). Hasonlóképpen elkészítettek egy másik bevonatot is, itt 5–10 nm méretű palládium nanorészecskéket használtak. Megállapították, hogy ez a szmogban terjengő egészségre káros gázokat oxidálja és ezáltal védheti az ilyen ruha viselőjét ezek hatásától. Mindemellett a fémrészecskék alkotta bevonat folytán egészen különleges színhatásokat is elértek. Ezeknek a jótékony hatásoknak azonban nagy ára van: egy ily módon kezelt pamutszövet ára négyzetméterenként mintegy 10 ezer dollár.
Olyan nanorészecskék, mint a fémoxidok és a kerámiák, szintén használatosak a textilkikészítésben a felületi tulajdonságok javítására és a textil funkcióknak való jobb megfelelés érdekében. A nanoméretű részecskéknek viszonylag nagyobb a felülete és így hatékonyabbak, mint a nagyobb méretű részecskék. Emellett a nanoméretű részecskék átlátszók és nem zavarják meg a textília színét és fényét. Az azonban kulcsfontosságú, hogy a nanorészecskék ne gyűljenek egy csomóba.
Titándioxid és mangánoxid nanorészecskékkel kezelt kelmékkel például helyettesítik az aktív szénnel kezelt kelméket, amit korábban a vegyszerállóság és a biológiai hatásoknak való ellenállás érdekében alkalmaztak. Ezek a fémoxid nanorészecskék fotokatalitikus aktivitásuk miatt akadályozhatják a káros és mérgező vegyszerek és biológiai szerek hatását. A nanorészcskéket permetezéssel vagy elektrosztatikai eljárással lehet felvinni a textíliára és ezzel a textilanyagok érzékelők alapanyagává tehetők. Ha a textilanyagba nanokristályos piezokerámia részecskéket ültetnek, a kelmére ható mechanikai erő elektromos jellé alakítható és így lehetővé válik, hogy a test egyes funkcióit, pl. a szívritmust és a pulzust figyelemmel kísérjék egy közvetlenül a testfelületen viselt ruhadarab segítségével.

## Önfelépülő nanorétegek
Az önfelépülő nanorétegekből készült bevonat kihívást jelent a hagyományos textilbevonatok számára. Az ezzel kapcsolatos kutatások még kezdeti stádiumban vannak. Az ilyen bevonatban a molekulák 1 nm-nél vékonyabb réteget alkotnak a textilanyag felületén és több ilyen réteg rakható egymás fölé. Többféle eljárással is kísérleteznek annak érdekében, hogy a textíliák különféle funkcióknak felelhessenek meg. Az elektrosztatikus feltöltődés okozta vonzás alapján alakítják ki például a védelmi funkciót betöltő és az önmagát kijavítani képes bevonatot. Az elektrosztatikai eljárás különösen jól bevált, mert ennek révén pontosan vezérelhető a molekulaszerkezet kialakítása és ezzel a réteg vastagsága, homogenitása és a rétegek egymásra rakódása.
A rétegeket úgy építik fel, hogy egymás után ellenkező előjelű töltésekkel rendelkező ionokat tartalmazó oldatokat visznek fel a textilanyag felületére. Amikor egy újabb, ellenkező előjelű ionokat tartalmazó oldattal érintkezik az anyag, egy újabb réteg képződhet rajta. Ez így ismételhető váltakozó előjelű töltéshordozókkal és ezzel lépésenként vastagítható a polimer bevonat.
Az itt leírt eljárás kivitelezése azonban sokkal bonyolultabb, mint ahogy látszik. Bár a technika azon alapul, hogy a pozitív és negatív ionok vonzzák egymást, a kölcsönhatás nagy mértékben függ a felvitt anyagtól és az elektrolitok tulajdonságaitól. A rétegvastagság kialakításához a folyamatot nagyon erős ellenőrzés alatt kell tartani. A rétegek felépülése függ a molekulasúlytól, a molekulaláncok hajlékonyságától, az ioncserélő kapacitástól, a töltésátviteltől, a hidrogénkötéstől stb. Mindezek még szerteágazó kutatások témái.
Egy másik eljárás szerint a szálak (pl. poliészter) felületén nanotechnológiai eljárással átalakítják át a molekulák elrendezését és ezzel hoznak létre „bevonatot”. Az alkalmazott hőmérséklettől, nyomástól, az eljáráshoz alkalmazott mágneses erőtér erősségétől, a nedvességtől stb. függően 10–30 nm vastagságú réteg állítható így elő a monofilamenteken, jelentősen megváltoztatva azok fizikai tulajdonságait.

## Plazmatechnológia alkalmazása
Gázokból villamos energia segítségével ún. plazma állítható elő, amely elektronokból, pozitív ionokból és semleges atomokból vagy molekulákból, nagyon reakcióképes gyökökből áll. Ha egy reakciós kamrába megfelelő gázt és egy textilanyagot helyeznek, és létrehozzák a plazmát, akkor ezek a részecskék kölcsönhatásba lépnek a textilfelülettel. A gáz fajtája és a folyamat levezetése szerint a textilfelület szerkezete a célnak megfelelően alakítható, kémiailag átalakítható, vagy akár azon egy nanotartományba tartozó vastagságú bevonat alakítható ki.
A textiliparban nagy igény van az ilyen eljárások alkalmazására, nem utolsósorban azért, mert nem igényel vizet és kevesebb vegyszerre van szükség. Ha például egy szálra nanoméretű vastagságban ezüst bevonatot visznek fel, jelentősen megnő az elektromos vezetőképessége, amellett antibakteriális és gombásodás elleni hatásúvá válik. Az ilyen szálakat gyógyászati és sportruházati célokra vagy lakástextíliákhoz előnyösen lehet felhasználni. Plazmakezeléssel jelentősen javítani lehet a szűrőkelmék szűrési tulajdonságait. Nanokristályokból álló piezokerámiai anyagok a szálakat alkalmassá teszik arra, hogy belőlük érzékelőket készítsenek, amelyek mechanikai hatásokat elektromos jelekké alakítanak át. Az emberi test egyes funkcióit, pl. a szívritmust ezen az úton közvetlenül lehet érzékelni és elektromos jelek formájában továbbítani. Indium-ón-oxid kerámia bevonat készíthető a plazmatechnológiával, ami a textilanyag optikai tulajdonságait változtatja meg – ezt álcázás céljára használják fel katonai felszerelések gyártásában. Egy másik, szintén plazmatechnológiával készített, nanoméretű kerámiabevonat a szálakat lángállóvá teszi.

## Jövőbeli kilátások
A nanotechnológiai eljárások révén módosított textilanyagok sokféle célra lehetnek alkalmasak, mert több újfajta tulajdonságot kölcsönözhetnek az anyagnak. Számos nagy gyártó vállalat és kutatóintézet foglalkozik ezekkel az eljárásokkal és az alkalmazási lehetőségekkel. Amennyire jelenleg látható, a nanotechnológiának a textiliparban való alkalmazása két területre összpontosul: a textilanyagok meglévő tulajdonságainak javítására, ill. a textilanyagok különleges, újszerű tulajdonságokkal való felruházása. Az utóbbi célt szolgáló technológia előrehaladottabb állapotban van és többek között a következőkre terjed ki:
- a ruházatba beépített napelemek és energiatárolók,
- szervesen beépített érzékelők és ezeken keresztül információ fogadás ill. továbbítás,
- különféle hatások észlelése és az ellenük való védelem,
- gyógyászat, egészségvédelem,
- öntisztítás és önmaga kijavítására való képesség.

A textil- és ruházati ipar számára fontos anyagok közül nanotechnológiával készülnek ma már olyan kapszulák, amelyekben rovarok elleni szer, parfüm, bőrápoló anyag (pl. vitaminok), gyógyszer, hőszabályozó anyag, mikrobák megtelepedését gátló anyag (pl. nanoméretű ezüstrészecskék) stb. helyezhető el. Nagyon ígéretesek azok a nanotechnológiai eljárások, amelyeket vérszűrő vagy más testnedvek szűrésére használt berendezések számára membránok készítésére használnak fel, de előállíthatnak így kelméket implantátumok, katéterek számára, valamint a sebészetben használt egyéb anyagokat. A plazmabevonatok különösen érdekesek textíliákból készült bioanyagoknál, mert így fokozható vagy éppen csökkenthető a felület bioaktivitása, ezek steril kötszerek, vértartó tasakok előállításában használhatók. Víz- vagy olajlepergető felületek, mikrobaellenes bevonatok, lángálló, ibolyántúli sugárzás ellen védő rétegek is készíthetők nanotechnológiai eljárásokkal.
A statisztika szerint 2011-ben 382 millió dollár értékű nanoszálat állítottak elő a világon, a becslések szerint 2017-re ez 853 millió dollár értéket érhet el. Ez átlagosan évente 20,5%, tehát igen tekintélyes növekedést jelentene. A legnagyobb felhasználási terület ez idő szerint a különböző szűrők gyártása nemszőttkelme-gyártási eljárással.
Kétségtelen, hogy a nanotechnológia rendkívül ígéretes eredményekkel kecsegtet a textilipar számára is. Úgy becsülik, hogy ez a technológia néhány évtizeden belül több százmilliárd dolláros piacot jelent és ebben a textiliparnak is jelentős része lesz.